# Аббатство Дор
Аббатство Дор (англ. Dore Abbey), полностью церковь Святой Троицы и Девы Марии (англ. Church of the Holy Trinity & St Mary, Abbey Dore) — приходская англиканская церковь в деревне Эбби-дор (Херефордшир), бывшее цистерцианское аббатство. Вблизи аббатства протекает речка Дор.
Памятник архитектуры Англии I класса, находится в списках наследия под угрозой с невысоким приоритетом.

## История
Аббатство основано в 1147 году Робертом Фиц-Гарольдом, хозяином поместья Эйвас Гарольд. Возможно, на этом месте было какое-то более древнее деревянное монастырское строение, от которого не осталось следов. Материнской обителью стало цистерцианское аббатство Моримон, один из главных монастырей ордена, вероятно, потому что Роберт познакомился с аббатом моримонским в ходе Второго крестового похода. Строительство началось в 1175 году, велось из местного песчаника и продолжалось при первых трёх аббатах — Адаме (1186—ок. 1216), Адаме II (ок. 1216—1236) и Стефане Вустерском (1236—1257). Церковь построена по образцу Моримонской, в плане крестообразная, с хорами, двумя капеллами, двумя трансептами и нефом.
Хронист Гиральд Камбрийский писал, что первый аббат Адам был человек жадный и неразборчивый в средствах обогащения. В начале XIII века аббатство заметно расширило свои владения, в том числе крупным даром плодородной земли от короля Иоанна в 1216 году, отчего сильно разбогатело, особенно на торговле шерстью. Вследствие этого оно было значительно перестроено в стиле ранней английской готики. Хоры были удлинены, добавлены капеллы и обходная галерея (деамбулаторий), построена капитулярная зала. В 1260 году современник охарактеризовал аббатство как «роскошное». Новое здание во имя Троицы и Девы Мари освятил в 1282 году епископ Херефордский Томас де Кантилуп. Около 1305 года аббатом стал Ричард Страдделл (†1346), выдающийся схоласт, теолог и дипломат. В 1321 году он получил от Уильяма де Грандиссона частицу Святого Креста, которая привлекла паломников.

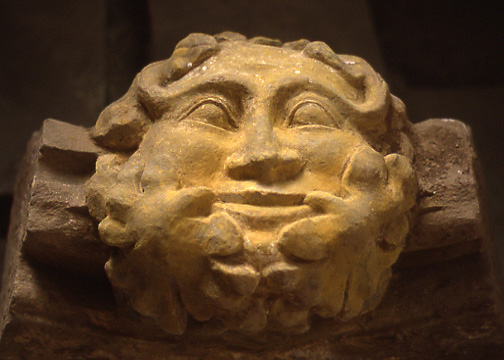
Зелёный человек на замке свода

Больша́я часть постройки XII—XIII веков: трансепты, колонны, часть замков сводов, напольной плитки, витражей и деревянных изделий сохранилась до наших дней. Также сохранились два портретных надгробия XIII века Роберта и его сводного брата Роджера де Клиффорда (†1286).
У аббатства было 17 вспомогательных поместий (грейнджей), из них 9 в Золотой Долине, 4 в Северном Гвенте и 3 западнее в Брихейниоге вокруг прихода Гвенддур. Последние — самые удалённые, насколько было можно, то есть на расстоянии дневного путешествия. Также аббатство владело собственностью в Херефордшире и в других местах, а также имело доходы с пяти приходов.
Аббатство было распущено в числе прочих в 1536 году. Здания выкуплены Джоном Скудамором из местного знатного рода, связанного с Оуайном Глиндуром. Большинство зданий ветшало без ремонта и надзора. Оставшееся было отремонтировано в 1630-х годах другим Джоном Скудамором, политиком и дипломатом, членом Палаты общин и впоследствии 1-м виконтом Скудамором, который счёл смерть нескольких своих детей возмездием за то, что он получает доходы с бывших монастырских земель. Он дружил с архиепископом Кентерберийским Уильямом Лодом, который, вероятно, и возбудил в нём желание приспособить монастырскую церковь под приходскую. Средневековый алтарь нашли на соседней ферме, где в нём солили мясо и делали сыр. Церковь подремонтировали, заделав арки в нефе и построив новую башню. Новую резную алтарную преграду из дуба с гербами Скудамора, Лода и Карла I изготовил Джон Абель из Херефорда. Тогда же вставлены новые витражи, а стены расписаны назидательными картинками и текстами, часть которых сохранилась. Церковь заново освятили в 1634 году. Следующие ремонты прошли между 1700 и 1710 годами, когда добавили новые фрески, в том числе большой герб королевы Анны.
К концу XIX века церкви понадобилась новая реставрация, которую в 1901—1909 годах произвёл местный архитектор Роланд Пол. Он же заведовал частичными раскопками и фиксацией фундаментов оставшихся монастырских построек, которые скрыты под приходским кладбищем.